# Sujin
Keizer Sujin (崇神天皇, Sujin-tennō) was de tiende keizer van Japan, volgens de traditionele opvolgvolgorde.
Er kunnen geen concrete data over zijn leven worden gegeven en hij wordt door historici eerder gezien als legende. Dit betekent echter niet dat hij nooit heeft bestaan, maar dat er niet genoeg bewijzen voor zijn. De Japanners erkennen hem echter wel als een historische figuur.
In Kojiki en Nihonshoki wordt gezegd dat hij de tweede zoon is van keizer Kaika. Hij richtte een aantal van de belangrijke schrijnen op in de vroegere provincie Yamato, nu de prefectuur Nara. Hij zou ook generaals hebben gestuurd om lokale provincies te onderwerpen en om een prins te verslaan die tegen hem in opstand kwam. Hij zou ook koningin Himiko of haar opvolger hebben onderworpen.
Sommige historici identificeren hem met keizer Jimmu en geloven dat de legende van keizer Jimmu is gebaseerd op het leven van Sujin.
* Regent Jingu staat niet op de traditionele lijst.